# Dương Hoán Ninh
Dương Hoán Ninh (giản thể: 杨焕宁; phồn thể: 楊煥寧; bính âm: Yáng Huànníng; sinh tháng 3 năm 1957) là tiến sĩ luật học, cựu sĩ quan cảnh sát cấp cao của nước Cộng hòa Nhân dân Trung Hoa. Ông từng giữ chức vụ Ủy viên Đảng ủy Bộ Công an, Thứ trưởng Bộ Công an và sau đó là Phó Bí thư Đảng ủy Bộ Công an, Thứ trưởng Thường trực Bộ Công an Trung Quốc, hàm Bộ trưởng, cảnh hàm Phó Tổng Cảnh giám; Chủ nhiệm Văn phòng Tiểu tổ Lãnh đạo Công tác Ổn định Bảo vệ Trung ương và Bí thư tổ Đảng Tổng cục, Tổng cục trưởng Tổng cục Quản lý giám sát an toàn lao động quốc gia Trung Quốc.
Tháng 10 năm 2015, khi đang giữ chức Thứ trưởng Bộ Công an, xếp thứ nhất trong số 9 thứ trưởng của Bộ Công an, Dương Hoán Ninh được điều sang giữ chức Chủ nhiệm Ủy ban giám sát an toàn lao động quốc gia Trung Quốc, sau sự kiện vụ nổ nghiêm trọng xảy ra tại kho cảng Thiên Tân vào tháng 8 năm 2015. Gần hai năm sau, ngày 31 tháng 7 năm 2017, Ủy ban Kiểm tra Kỷ luật Trung ương Đảng Cộng sản Trung Quốc (CCDI) thông báo ông Dương Hoán Ninh, đã bị giáng chức do vi phạm kỷ luật nghiêm trọng.

## Tiểu sử

### Thân thế
Dương Hoán Ninh là người Hán sinh tháng 3 năm 1957 ở An Khưu, tỉnh Sơn Đông.

### Giáo dục
Tháng 9 năm 1979 đến tháng 8 năm 1983, ông theo học chuyên ngành điều tra tội phạm tại Học viện Chính trị Pháp luật Tây Nam nay là Đại học Chính trị Pháp luật Tây Nam.
Tháng 9 năm 1986 đến tháng 7 năm 1989, ông theo học lớp nghiên cứu sinh ban đào tạo ở Trường Đảng Trung ương Đảng Cộng sản Trung Quốc.
Tháng 9 năm 1997 đến tháng 7 năm 2001, ông theo học và lấy bằng tiến sĩ luật học chuyên ngành luật hình sự tại Đại học Bắc Kinh.

### Sự nghiệp
Tháng 10 năm 1975, sau khi tốt nghiệp trung học, Dương Hoán Ninh tham gia đội sản xuất ở nông thôn tại công xã Chu Lão Trang, huyện Liêu Thành, tỉnh Sơn Đông. Tháng 12 năm 1977, ông gia nhập Đảng Cộng sản Trung Quốc. Tháng 6 năm 1978, ông chuyển sang làm công nhân cho nhà máy sửa chữa ga số 4 thuộc Không quân Quân khu Tế Nam.
Tháng 8 năm 1983, sau khi tốt nghiệp, Dương Hoán Ninh bắt đầu công tác trong ngành công an được điều về làm cán bộ Văn phòng Cục Trinh sát Hình sự thuộc Bộ Công an Trung Quốc. Tháng 12 năm 1989, ông được bổ nhiệm làm Phó Chủ nhiệm rồi Chủ nhiệm Văn phòng Cục Trinh sát Hình sự, Bộ Công an Trung Quốc. Trong 4 năm làm Phó Chủ nhiệm và Chủ nhiệm Văn phòng Cục Trinh sát hình sự Bộ Công an từ 1989 đến 1993, ông được cử làm Phó Cục trưởng Cục Công an thành phố Cáp Nhĩ Tân (từ tháng 2 năm 1992 đến tháng 2 năm 1993).
Tháng 2 năm 1993, ông được bổ nhiệm giữ chức Phó Chủ nhiệm Văn phòng Bộ Công an. Tháng 5 năm 1996, ông được bổ nhiệm làm Ủy viên Đảng ủy Bộ Công an, Trợ lý Bộ trưởng Bộ Công an, Chủ nhiệm Văn phòng Bộ Công an. Tháng 1 năm 2001, ông được bổ nhiệm làm Ủy viên Đảng ủy Bộ Công an, Thứ trưởng Bộ Công an Trung Quốc. Tháng 3 năm 2003, ông được bổ nhiệm làm thành viên Tiểu tổ Điều phối Công tác Tân Cương Trung ương, thành viên Tiểu tổ Điều phối Công tác Tây Tạng Trung ương kiêm Ủy viên Đảng ủy Bộ Công an, Thứ trưởng Bộ Công an Trung Quốc; từ tháng 5 năm 2004, ông được giao kiêm nhiệm là thành viên Tiểu tổ Lãnh đạo Công tác Tuyên truyền Đối ngoại Trung ương. Tháng 1 năm 2005, Dương Hoán Ninh được luân chuyển về tỉnh Hắc Long Giang làm Ủy viên Ban Thường vụ Tỉnh ủy kiêm Bí thư Ủy ban Chính trị Pháp luật Tỉnh ủy Hắc Long Giang. Tháng 10 năm 2007, tại Đại hội Đảng Cộng sản Trung Quốc lần thứ 17, ông được bầu làm Ủy viên dự khuyết Ban Chấp hành Trung ương Đảng Cộng sản Trung Quốc khóa XVII. Tháng 4 năm 2008, Dương Hoán Ninh đã được cử làm Phó Bí thư Đảng ủy Bộ Công an, Thứ trưởng Thường trực Bộ Công an Trung Quốc, phụ trách công tác chống khủng bố và đảm bảo an ninh cho Thế Vận hội Olympic Bắc Kinh 2008, hàm Bộ trưởng. Năm 2009, ông được giao kiêm nhiệm chức vụ Chủ nhiệm Văn phòng Tiểu tổ Lãnh đạo Công tác Ổn định Bảo vệ Trung ương. Ngày 14 tháng 11 năm 2012, tại Đại hội Đảng Cộng sản Trung Quốc lần thứ 18, ông được bầu làm Ủy viên chính thức Ban Chấp hành Trung ương Đảng Cộng sản Trung Quốc khóa XVIII.
Tháng 10 năm 2015, xảy ra vụ nổ lớn ở Thiên Tân, Tổng cục trưởng Tổng cục Quản lý giám sát an toàn lao động quốc gia (còn gọi là Chủ nhiệm Ủy ban Giám sát an toàn lao động quốc gia) Dương Đống Lương bị cách chức, Dương Hoán Ninh được điều sang thay thế.

#### Vi phạm kỷ luật nghiêm trọng
Trong khoảng 3 tháng liên tiếp trước khi bị thông báo vi phạm kỷ luật nghiêm trọng từ tháng 4 năm 2017, Dương Hoán Ninh đã không xuất hiện công khai.
Ngày 31 tháng 7 năm 2017, Ủy ban Kiểm tra Kỷ luật Trung ương Đảng Cộng sản Trung Quốc thông báo Dương Hoán Ninh là Ủy viên Trung ương Đảng nhưng vi phạm nghiêm trọng kỷ luật chính trị và quy tắc chính trị, xa rời nguyên tắc tính Đảng trong nhiều vấn đề lớn; vi phạm kỷ luật liêm khiết, lạm dụng chức quyền mưu lợi riêng. Ủy ban Thường vụ Ủy ban Kiểm tra Kỷ luật Trung ương đã họp nghiên cứu, báo cáo Hội nghị Bộ Chính trị Đảng Cộng sản Trung Quốc quyết định khai trừ lưu Đảng 2 năm đối với ông đồng thời giao Bộ Giám sát Trung Quốc đề nghị Quốc vụ viện Cộng hòa Nhân dân Trung Hoa xử lý bãi chức, giáng xuống làm Cục phó nhưng không tham gia lãnh đạo; đình chỉ tư cách đại biểu Đại hội 18, tịch thu những khoản thu nhập trái phép.